# Rise of the Teenage Mutant Ninja Turtles
Rise of the Teenage Mutant Ninja Turtles (O Despertar das Tartarugas Ninja no Brasil) é uma série de desenho animado estadunidense inspirado na franquia homônima exibido desde Setembro 2018. A série teve uma prévia no canal oficial da Nickelondeon no Youtube em 20 de Julho de 2018, e estreou oficialmente em 17 de Setembro de 2018 nos EUA.

## Personagens

### Principais
- Raphael: (Espécie: Tartaruga-aligator} Como o maior e mais velho dos irmãos, Raphael é o auto-proclamado líder do grupo. Ele pensa que pode resolver tudo com os punhos. Mas mesmo que os seus músculos sejam maiores que seu cérebro, seu coração é ainda maior que seus músculos.

- Donatello: Donatello é o gênio da tecnologia! Ser uma tartaruga-de-casco-mole pode ser uma desvantagem no mundo dos ninjas, mas com sua série de cascos de batalha e seu bö, Donnie derrota qualquer inimigo!

- Leonardo: Uma Tartaruga-de-orelha-vermelha, Leonardo é inteligente e ligeiro. Ele usa suas habilidades afiadas para derrotar oponentes e encontrar atalhos entre obstáculos. E ele sempre sabe a hora perfeita de fazer uma tirada!

- Michelangelo: (Espécie: Tartaruga de Caixa) O mais novo do grupo, Michelangelo tem uma personalidade selvagem e colorida. Ele é um artista e passa o tempo enfeitando o esconderijo das Tartarugas e o próprio casco com graffiti. Ele é um eterno otimista e um natural em ninjutsu.

- April O'Neil: April é uma verdadeira Nova Yorquina e explosiva: otimista, brincalhona, e confiante. Como a única aliada das Tartarugas, ela os ama como irmãos, e junto de seu pet, Mayhem/Cáos, ela acompanha todas as suas aventuras épicas.
  - Mayhem/Cáos: Um animal inespecífico parecido com um cão/gato. Ele tem o poder de se teleportar. Ele virou amigo da April, e é algum tipo de agente secreto que trabalhava contra Baron Draxum.

- Splinter: Ele é um rato mutante e o pai adotivo das Tartarugas. Ele é o mestre das Tartarugas, e fã do artista de cinema Lou Jitsu.

### Antagonistas
- Baron Draxum: Um alquimista guerreiro mutante da Cidade Escondida, Baron Draxum é o auto-proclamado protetor de todos os mutantes. Ele planeja mutar toda a humanidade com seus Gosmosquitos.

- - Huginn e Muninn: São pequenas gárgulas aliadas de Baron Draxum que sentam nos ombros como ombreiras.

- - Gosmosquitos: São criaturas similares a mosquitos que carregam o mutágeno criado por Baron Draxum, que transforma humanos em mutantes ao pica-los.

- Clã do Pé: Um clã de ninjas que cria guerreiros de origami. Eles procuram pela armadura negra.

- Meat Sweats: Rupert Swaggart era um chefe celebridade que foi transformado em porco mutante. Ele usa luvas para conter o poder de suas mãos, que são capazes de sugar e, temporariamente adquirir o poder de quem ele tocar. Ele tenta cozinhar os mutantes que encontra.

- Albearto: Um urso animatrônico da Pizzaria do Alberto. Depois de ser atualizado por Donatello, e acidentalmente eletrocutado, ele ganhou vida.

- Warren Stone: Ex âncora de televisão, agora uma minhoca mutante, Warren Stone alega ser o maior inimigo das Tartarugas, e sempre tenta enfrenta-las. Elas porém nem lembram de quem ele é.

- Hypno-Potamus: Mezmer-Ron é um mágico famoso transformado em hipopótamo mutante. Agora ele rouba os animais de outros mágicos.

- Repo Mantis: É o dono de um ferro velho e um Louva-Deus mutante.

- Gangue de Baratas Mutantes: Um grupo de mascotes de rua que foram todos transformados em baratas mutantes.

- Ghostbear: Um campeão de luta livre. Ele era o herói de Raphael, mas depois de ser derrotado por Leonardo e admitir trapacear, ele perdeu o emprego e pegou raiva das Tartarugas.

- Big Mama: Uma Jorōgumo, aranha que pode tomar forma humana. Dona do Hotel Nexus e da arena Batalha Nexus da Cidade Escondida. Ela quer roubar os Gosmosquitos de Draxum para criar mutantes para lutar na arena.

- Baxter Repositor: Um garoto repositor de supermercado que faz videos para seu canal online, atraindo pessoas para os acontecimentos fantasmagóricos que ocorrem no local, para quem doem dinheiro para o canal.

- Dragões Roxos: Um grupo de tecnologia da escola da April. Eles são hackers e tentam entrar no maior sistema de computadores do mundo para roubar bancos. Eles são Kendra (líder), Jeremy e Jase.

### Outros Personagens
- Lou Jitsu: Ele é um astro do cinema, mestre de ninjutsu e o ídolo das Tartarugas. Ele protagoniza diversos filmes de artes marciais que eles assistem sem parar.
- Todd: Uma capivara mutante amigável que tem um abrigo de cachorros.
- Sr. Osso: Dono da pizzaria mutante da cidade, a Pizzaria Meia Boca.
- Banda Cava: Uma banda de três integrantes que foram mutadas em animais cavadores. Elas pretendem derrubar um palco debaixo da terra para darem um show subterrâneo.
- Bullhop: Um carregador de malas transformado em touro. Ele tem dificuldade de lidar com a vida como um mutante recém transformado, mas recebe a ajuda das Tartarugas.

## Elenco
| Personagem      | Voz Original         | Dublador             | Dobrador           |  |
| Principais      | Principais           | Principais           |                    |  |
| --------------- | -------------------- | -------------------- | ------------------ |  |
| Raphael         | Omar Benson Miller   | Glauco Marques       | André Raimundo     |  |
| Leonardo        | Ben Schwartz         | Fabrício Rinaldi     | Romeu Vala         |  |
| Donatello       | Josh Brener          | Marco Aurélio Campos | Alexandre Carvalho |  |
| Michelangelo    | Brandon Mychal Smith | Caio Guarnieri       | Tiago Retré        |  |
| Aprill O'niel   | Kat Graham           | Maíra Paris          | Sissi Martins      |  |
| Mestre Splinter | Eric Bauza           | Raul Rosa            | Pedro Bargado      |  |
| Vilões          |                      |                      |                    |  |
| Baron Draxum    | John Cena            | Fábio De Castro      | José Nobre         |  |
| Repo Mantins    | Fred Tatasciore      | Francisco Júnior     | Rómulo Fragoso     |  |
| Warren Stone    | John Michael Higgins | César Marchetti      | Nelson Raposo      |  |
| Meat Sweats     | Johnny Rotten        |                      | Nelson Raposo      |  |

## Filme
Em Fevereiro de 2019, Nickelodeon revelou que um filme da série está em produção, e será exibido na Netflix.

## Premiações
| Ano                                          | Prêmio                                 | Categoria                                  | Nomeado  | Resultado | Ref   |
| -------------------------------------------- | -------------------------------------- | ------------------------------------------ | -------- | --------- | ----- |
| 2019                                         | Annie Awards                           | Melhor Animação para Televisão             |          | Indicado  | [ 3 ] |
| Efeitos de Animação                          | Annie Awards                           | Jeffrey Lai                                | Indicado |           | [ 3 ] |
| Storyboarding em uma Produção para Televisão | Annie Awards                           | Kevin Molina-Ortiz                         | Venceu   |           | [ 3 ] |
| Nickelodeon Kids' Choice Awards              | Animação Favorita                      | “Rise of the Teenage Mutant Ninja Turtles“ | Indicado | [ 4 ]     |       |
| Daytime Emmy Awards                          | Outstanding Children's Animated Series | “Rise of the Teenage Mutant Ninja Turtles“ | Indicado |           |       |